# Thérèse Maquet
Pour les articles homonymes, voir Maquet (homonymie).
Thérèse Maquet, née le 12 octobre 1858 à Auteuil et morte le 5 août 1891 dans le 2e arrondissement de Paris, est une poétesse française.

## Biographie
Thérèse Maquet est nièce d'Auguste Maquet, collaborateur d'Alexandre Dumas. Morte à 33 ans, ses poésies sont éditées à titre posthume aux bons soins de Sully-Prudhomme qui l'avait conseillée à ses débuts.

## Œuvre
- Poésies posthumes, préface de Sully Prudhomme, A. Lemerre, 1892
  - L'amour captif, poésie de Thérèse Maquet, musique de Cécile Chaminade Enoch & sons, 1893[5]
  - Lui et elle, recueil de deux mélodies de Jules Massenet, poésies de Thérèse Maquet[6]
  - Les Belles de nuit, N°9 dans le troisième recueil de Mélodies de Jules Massenet, éditions Heugel, 1892
  - Beaux yeux que j'aime, N°15 dans le troisième recueil de Mélodies de Jules Massenet, éditions Heugel, 1892
  - Aux étoiles, Mélodie de Jules Massenet, éditions Hartmann, 1891
  - Idéal, N°1 dans le recueil de Quatre Mélodies oubliées de Jules Massenet, éditions Symétrie, Lyon, 2019